# إسكيا

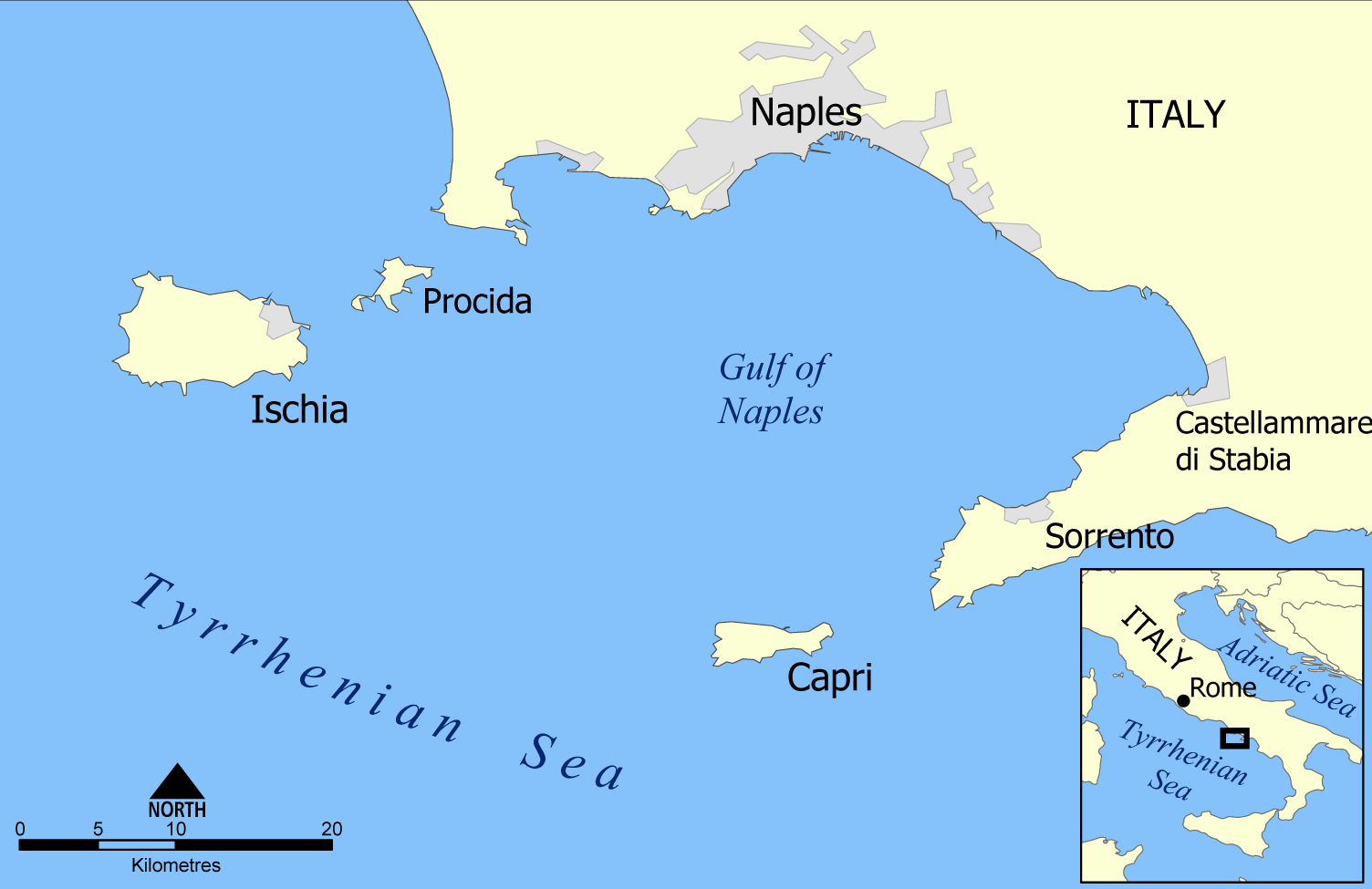
إسكيا وكابري

شكلة أو إسكيا، كومبانيا هي جزيرة بركانية في بحر طبرانة. تقع في الطرف الشمالي لخليج نابُل، على بعد حوالي 30 كيلومترًا من مدينة نابولي. وهي أكبر الجزر الفليغرية. على نهر شبه منحرف الشكل تقريبًا، يبلغ طوله حوالي 10 كيلومترات (6 أميال) من الشرق إلى الغرب و 7 كيلومترات (4 أميال) من الشمال إلى الجنوب ولديها حوالي 34 كيلومترًا (21 ميلاً) من الخط الساحلي ومساحة 46.3 كيلومتر مربع (17.9 ميل مربع)). تكاد تكون جبلية بالكامل. أعلى قمة هي جبل إيبوميو، على ارتفاع 788 مترًا (2585 قدمًا). تتميز الجزيرة بكثافة سكانية عالية، حيث يبلغ عدد سكانها 60.000 نسمة (أكثر من 1300 نسمة لكل كيلومتر مربع). تتكون الجزيرة شبه المنحرفة تقريبًا من بركان معقد جنوب غرب منطقة كامبي فليغري في الجانب الغربي من خليج نابولي. ثوران بركانيجرين تاف إجنيمبرايت القصبي منذ حوالي 56000 عام تلاه تشكيل كالديرا. أعلى نقطة في الجزيرة، مونتي ايبوميو (788 م (2,585 قدمًا))، عبارة عن هور بركاني يتكون من طوف أخضر تم غمره بعد ثورانه ثم رفعه. تأثر النشاط البركاني في الجزيرة بشكل كبير بالتكتونية التي شكلت سلسلة من الهورست والمضارب؛ أنتجت القبة الصاعدة ما لا يقل عن 800 متر (2600 قدم) من الارتفاع خلال الـ 33000 سنة الماضية. تشكلت العديد من البراكين الصغيرة أحادية الجين حول الكتلة المرتفعة. أنتج النشاط البركاني خلال الهولوسين سلسلة من التيفرا الخفافية، وحلقات التوف، وقباب الحمم البركانية، وتدفقات الحمم.
أحدث ثوران بركان إسكيا، في عام 1302، مخروطًا ترشيشًا وتدفق حمم أرسو، الذي وصل إلى ساحل شمال شرق البلاد.
المياه المحيطة بها بما في ذلك خلجان جايتا، نابولي وبوزولي غنية وصحية، وتوفر موطنًا لنحو 7 أنواع من الحيتان والدلافين بما في ذلك الزعانف العملاقة وحيتان العنبر. تم إجراء برامج بحث خاصة عن الحيتانيات المحلية لرصد وحماية هذا التنوع البيولوجي.
أشار إليها فيرجيل بشكل شعري باسم ايناريمي (الجحيم بالإنجليزية) وما زال لاحقًا باسم إيناريمي. مارتيانوس كابيلا تبع فيرجيل بهذا الإسم الملمح، والذي لم يكن شائعًا أبدًا: أطلق عليه الرومان اسم أيناريا، والإغريق، بيثيكوساي.
يبدو أن كلا من إيناريم وبيتكوساي مشتق من كلمات «قرد» (إتروسكان أريموس، في اليونانية القديمة.
ومع ذلك، يستمد بليني الإسم اليوناني من رواسب الطين الخزفية المحلية، وليس من بيتيكوساي؛ يشرح الاسم اللاتيني أناريني باعتباره مرتبطًا بهبوط أنيس (موسوعة برينستون). إذا كانت الجزيرة في الواقع، مثل جبل طارق، موطنًا لسكان من القردة، فقد انقرضت بالفعل في العصور التاريخية حيث لم يتم ذكر أي سجل لها في المصادر القديمة.
يظهر الاسم الحالي لأول مرة في رسالة من البابا لاوون الثالث إلى شارلمان في 813: يُزعم أن الاسم اسكلا المذكور هناك مشتق من انسولا، على الرغم من وجود حجة حول أصل سامي في
ايشرا، «الجزيرة السوداء» .

## التاريخ والعصور القديمة
كان موقع الأكروبوليس في منطقة مونتي فيكو مأهولًا بالسكان من العصر البرونزي، كما تشهد اكتشافات الفخار الميسيني والعصر الحديدي. وصل الإغريق يوبوين من إيريتريا وتشالتشي في القرن الثامن قبل الميلاد لإنشاء مركز تجاري للتجارة مع الأتروسكان في البر الرئيسي. كانت هذه المستوطنة موطنًا لسكان مختلط من اليونانيين والإتروسكيين والفينيقيين. بسبب مرفأها الجيد وأمانها من الغارات التي يوفرها البحر، أصبحت مستوطنة بيثوكيساي ناجحة من خلال التجارة في الحديد والبر الرئيسي لإيطاليا؛ في عام 700 قبل الميلاد، كانت بيثوكيساي موطنًا لـ 5000-10000 شخص.
تم اكتشاف القطعة الأثرية الخزفية إيوبين المنقوشة بالإشارة إلى «كأس نيستور» في قبر بالجزيرة في عام 1953. ونقشت على الكأس بضعة أسطر مكتوبة بالأبجدية اليونانية. يؤرخ من ج. عام 730 قبل الميلاد، هو أحد أهم شهاداتنا على الأبجدية اليونانية المبكرة، والتي انحدرت منها الأبجدية اللاتينية عبر الأبجدية الأترورية. وفقًا لبعض العلماء، قد يكون النقش أيضًا أقدم مرجع مكتوب للإلياذة.
في عام 474 قبل الميلاد، جاء هيرو الأول من سيراكيوز لمساعدة كوميانز، الذين عاشوا في البر الرئيسي مقابل إسكيا، ضد الأتروسكان وهزمهم في البحر. احتل إسكيا والجزر البارثينوبية المحيطة بها وترك ورائه حامية لبناء حصن أمام مدينة إسكيا نفسها. كان هذا لا يزال موجودًا في العصور الوسطى، لكن الحامية الأصلية هربت قبل ثورات 470 قبل الميلاد واستولى النابوليتانيون على الجزيرة. استولى الرومان على إسكيا (ونابولي) عام 322 قبل الميلاد.

## من القرن الأول الميلادي إلى القرن السادس عشر
منظر محلي لـ الفطر الثاني أو فونغو الثاني بالإيطالي.
(ذا مشروم- الفطر)
في 6 بعد الميلاد، أعاد أغسطس الجزيرة إلى نابولي مقابل كابري. عانت إسكيا من الغزوات البربرية، حيث استولى عليها الهيرولي أولاً ثمالقوط الشرقيين، وتم استيعابهم في نهاية المطاف في الإمبراطورية الرومانية الشرقية. أعطى البيزنطيون الجزيرة لنابولي عام 588 وبحلولعام 661 كانت تدار من قبل الكونت لييج إلى دوق نابولي.
دمر المسلمون المنطقة في عامي 813 و 847 ؛ في عام 1004 احتلها هنري الثاني ملك ألمانيا. استولى نورمان روجر الثاني على جزيرة صقلية عام 1130، ومنح الجزيرة للنورمان ألدوين دي كانديدا كونت دي إيشيا؛ تم اقتحام الجزيرة من قبل البيزانيين في 1135 و 1137 ثمسقطت لاحقًا تحت حكم هوهنشتاوفن ثم حكم أنجفين. بعد صلاة الغروب الصقلية في عام 1282، تمردت الجزيرة واعترفت ببيتر الثالث منأراغون، ولكن الأنجفين استعادتها في العام التالي. تم احتلالها عام 1284 من قبل قوات أراغون، ولم يتمكن تشارلز الثاني من أنجو مناستعادة السيطرة عليها بنجاح حتى عام 1299.
نتيجة للانفجار الأخير للجزيرة في عام 1302، فر السكان إلى بايا حيث مكثوا لمدة 4 سنوات. في عام 1320، قام روبرت أوف أنجو وزوجتهسانسيا بزيارة الجزيرة واستضافهما سيزار ستيرليش، الذي أرسله تشارلز الثاني من الكرسي الرسولي ليحكم الجزيرة في عام 1306 وكان في ذلك الوقت حوالي 100 عام من العمر.
عانت إسكيا بشدة في الصراعات بين سلالتي أنجفين ودورازو. استولى عليها كارلو دورازو عام 1382، واستعادها لويس الثاني ملك أنجوعام 1385 واستولى عليها لاديسلاوس من نابولي مرة أخرى عام 1386 ؛ تم نهبها من قبل أسطول انتيبوب يوحنا الثالث والعشرون تحتقيادة جاسباري كوسا في عام 1410 واستعادها لاديسلاوس في العام التالي. في عام 1422، أعطت جوان الثانية الجزيرة لابنها بالتبنيألفونسو الخامس من أراغون، ومع ذلك، عندما وقع في العار، استعادت الجزيرة بمساعدة جنوة في عام 1424. في عام 1438 أعادألفونسو احتلال القلعة، وطرد جميع الرجال وأعلنها. مستعمرة أراغونية، يتزوج زوجات وبنات المطرودين من حاميته. شرع في بناء جسريربط القلعة ببقية الجزيرة ونشأ رواقًا كبيرًا، وكلاهما لا يزالان قيد المشاهدة حتى اليوم. في عام 1442، أعطى الجزيرة لواحدة منالمفضلين لديه، لوكريتيا دي ألجنو، التي عهدت بدورها بإدارة الجزيرة إلى صهرها جيوفاني توريلا. عند وفاة ألفونسو عام 1458، أعادواالجزيرة إلى جانب أنجفين. أمر فرديناند الأول من نابولي أليساندرو سفورزا بمطاردة توريلا خارج القلعة وأعطى الجزيرة، في عام 1462، إلى جارسيرالدو ريكويسينز. في عام 1464، بعد تمرد قصير في توريلان، تم تعيين مارينو كاراتشولو كحاكم.
في فبراير 1495، مع وصول تشارلز الثامن، هبط فرديناند الثاني على الجزيرة واستولى على القلعة، وبعد أن قتل كاستيلان الخائنجوستو دي كانديدا بيديه، غادر الجزيرة تحت سيطرة إينيكو د. أفالوس، ماركيز بيسكارا وفاستو، الذين دافعوا عن المكان باقتدار منالأسطول الفرنسي. جاءت معه أخته كوستانزا ومن خلالهما أسسوا سلالة دافالوس التي استمرت في الجزيرة حتى القرن الثامن عشر.

## القرنين السادس عشر والثامن عشر
طوال القرن السادس عشر، عانت الجزيرة من غزوات القراصنة والقراصنة البربرية من شمال إفريقيا - في 1543 و 1544، دمر بارباروسا الجزيرة، وأخذ 4000 سجين في هذه العملية. في عامي 1548 و 1552، حاصر إيشيا خليفته دراغوت رايس. مع تزايد ندرة هجمات القرصنة وتضاؤل شدتها في وقت لاحق من هذا القرن وبناء دفاعات أفضل، بدأ سكان الجزيرة في الخروج منالقلعة، ثم بدأ المركز التاريخي لمدينة إيشيا. ومع ذلك، لا يزال العديد من السكان عبيدًا للقراصنة، وآخرهم تم أسرهم عام 1796. أثناء ثورة ماسانييلو عام 1647، كانت هناك محاولة تمرد ضد الإقطاعيين ملاك الأراضي.

## منذ القرن الثامن عشر
مع انقراض خط دافالوس في عام 1729، عادت الجزيرة إلى ملكية الدولة. في مارس 1734 استولى عليها البوربون وأدارها حاكم ملكيجالس داخل القلعة. شاركت الجزيرة في جمهورية نابولي التي لم تدم طويلاً بدءًا من مارس 1799، ولكن بحلول 3 أبريل، قام العميدالبحري توماس تروبريدج تحت قيادة اللورد نيلسون بإخماد الثورة في إيشيا وكذلك في بروسيدا المجاورة . بموجب مرسوم من الحاكم، تمشنق العديد من المتمردين في ساحة في بروسيدا تسمى الآن ساحة دي مارتيري (ساحة الشهداء). من بين هؤلاء كان فرانشيسكو بونوكورالذي استلم الجزيرة لإدارة من كامبيونيت الفرنسية في نابولي. في 13 فبراير 1806 تم احتلال الجزيرة من قبل الفرنسيين وفي الرابعوالعشرين تعرضت لهجوم غير ناجح من قبل البريطانيين.
في 21 و 22 يونيو 1809 تعرضت جزر إيشيا وبروسيدا لهجوم من قبل أسطول أنجلو بوربون. استسلمت بروسيدا في 24 يونيو وأيشيا بعدذلك بوقت قصير. لكن سرعان ما عاد البريطانيون إلى قواعدهم في صقلية ومالطا
في عام 1936 كان عدد سكان إسكيا 30418 نسمة.
في 21 أغسطس 2017، تعرضت جزيرة إسكيا لزلزال بقوة 4.2 درجة ‏ أدى إلى مقتل شخصين وإصابة 42 آخرين.
اليوم، تعد إسكيا وجهة سياحية شهيرة، حيث تستقبل ما يصل إلى 6 ملايين زائر سنويًا، معظمهم من البر الرئيسي الإيطالي وكذلك ألمانيا (يعيش حوالي 5000 ألماني في الجزيرة)، على الرغم من أنها أصبحت وجهة شائعة بشكل متزايد للبئر- القيام بأوروبا الشرقية (خاصة روسيا وبولندا). [ بحاجة لمصدر ] يمكن الوصول بسهولة إلى إسكيا بالعبارة من نابولي، وتستغرق الرحلة التقريبية ما بين 40 دقيقة وساعة واحدة. إن عدد المنتجعات الحرارية في الجزر يجعلها ذات شعبية خاصة لدى السياح الباحثين عن عطلات «العافية». زائر دائم هو أنجيلاميركل، المستشارة الألمانية.

## في الادب والفنون
إسكيا الجزيرة هي موطن لمهرجان إسكيا السينمائي وهي مسابقة سينمائية دولية يتم الاحتفال بها في يونيو أو يوليو، وهي مخصصة لجميع الأعمال التي عززت قيمة الأراضي المحلية.

## ضيوف وأعمال بارزة
•	بقي السياسي الإيطالي جوزيبي غاريبالدي، أحد أهم الشخصيات في التوحيد الإيطالي، في الجزيرة لشفاء نفسه من إصابة خطيرة وإيجاد الراحة في منطقة كاساميكيولاتيرم الهادئة (في فندق مانزي)
- في مايو 1948 كتب دبليو إتش أودن قصيدته «في مديح الحجر الجيري» هنا، وهي أول قصيدة كتبها في إيطاليا. [20]
- في عام 1949، استقر الملحن البريطاني الكلاسيكي ويليام والتون في إيشيا. في عام 1956، باع منزله في لندن وأقام إقامة بدوام كامل في إسكيا.

## المعالم السياحية الرئيسية
كاستيلو اراغونيز
لاكو امينو
انجيلو دي إسكيا
لامورتيلا
شجرة لامورتيلا القديمة

## قلعة اراغونيز
تم بناء قلعة أراغونيز  على صخرة بالقرب من الجزيرة في عام 474 قبل الميلاد، بواسطة هاييرو أوف سيراكوس وفي نفس الوقت تم بناء برجين للسيطرة على تحركات أساطيل العدو. ثم احتل البارثينوبون (سكان نابولي القدامى) الصخرة . في عام 326 قبل الميلاد، استولىالرومان على القلعة، ثم مرة أخرى من قبل البارثينوبين. في عام 1441 قام ألفونسو الخامس ملك أراغون بربط الصخرة بالجزيرة بجسرحجري بدلاً من الجسر الخشبي السابق، وحصن الجدران من أجل الدفاع عن السكان ضد غارات القراصنة. حوالي عام 1700، عاشت حوالي 2000 عائلة في الجزيرة، بما في ذلك دير بوركلاريس، دير للرهبان الباسيليين (من الكنيسة الأرثوذكسية اليونانية)، الأسقف والندوة، والأمير، مع حامية عسكرية. كانت هناك أيضًا ثلاث عشرة كنيسة. في عام 1912 تم بيع القلعة لمالك خاص. اليوم القلعة هي النصب التذكاري الأكثر زيارة في الجزيرة. يتم الوصول إليه من خلال نفق به فتحات كبيرة تسمح بدخول الضوء. على طول النفق توجد كنيسة صغيرة مكرسة للقديس يوحنا جوزيف الصليب (سان جيوفان جوزيبي ديلا كروس)، شفيع الجزيرة. يمكن أيضًا الوصول بشكل أكثر راحة من خلال المصعد الحديث. بعد الوصول إلى الخارج، من الممكن زيارة كنيسة إيماكولاتا وكاتدرائية اسسونتا. تم بناء الأول عام 1737 في موقع كنيسة صغيرة مخصصة للقديس فرانسيس، وأغلق بعد قمع الأديرة عام 1806، وكذلك دير الفقراء كلاريس.

## حدائق فيلا رافينو
الحديقة النباتية، التي تقع في خليج فوريو سيتارا، هي نتيجة 50 عامًا من العمل المتفاني للكابتن، قارديني رافينو دامبرا هي حديقة نباتية بها واحدة من أغنى مجموعة من نباتات الصبار والعصارة المزروعة في الهواء الطلق في أوروبا. حصلت جيارديني رافينو على جائزة من اوبي أي (المرصد البرلماني الأوروبي) للممتلكات الأكثر صداقة للبيئة في جنوب إيطاليا.
جارديني رافينو هو أيضًا موقع ميريستيما فير، وهو معرض مخصص لكل من البستانيين المحترفين وذوي الجودة العالية، وهو غنيبالندوات والخبرات العملية المتعلقة بالتنوع البيولوجي في الطبيعة. يعد جارديني رافينو أيضًا المقر الرئيسي للعديد من الجمعيات الاجتماعية التي تنظم الأحداث، بالتعاون مع منظمات المعونة الإنسانية، مثل ومنظمة اطباء بلا حدود غير الربحية المدعومة من قبل الأعضاء والعديد منالمعارض الثقافية الأخرى خلال حول العام.

## مشاكل بيئية
أدت الزيادة الحادة في عدد السكان بين عامي 1950 و 1980 والتدفق المتزايد للسياح (في عام 2010 زار أكثر من 4 ملايين سائح الجزيرة لمدة يوم واحد على الأقل) إلى زيادة الضغط البشري على الجزيرة. تم تطوير مساحة كبيرة من الأراضي المستخدمة سابقًا للزراعة لبناء المنازل والمباني السكنية. وقد حدث معظم هذا التطوير دون أي تصريح تخطيط وبناء. في نهاية عام 2011، كانت الجزيرة تفتقر إلى النظام الأساسي لمعالجة مياه الصرف الصحي. يتم إرسال مياه الصرف الصحي مباشرة إلى البحر.
في عام 2004، بدأت إحدى المجتمعات الخمس في الجزيرة الأعمال المدنية لبناء محطة معالجة مياه الصرف الصحي ولكن منذ ذلك الحين لم يكتمل البناء وتم إيقافها حاليًا.